# Біловодський регіональний ландшафтний парк
Білово́дський — регіональний ландшафтний парк, найбільший заповідний об'єкт на території Луганщини.
Оголошений рішенням Луганської обласної ради № 20/20 від 25 грудня 2001 р.
Парк розташований на північному сході Луганської області, на території Біловодського адміністративного району, біля села Городище. Його площа становить 14011 га, що втроє перевищує площу будь-якого іншого заповідного об'єкту на території області.
В межах парку розташований Юницький ботанічний заказник, в якому діє музей Юницького, степова ділянка заказника (бл. 12 га) та штучно створений лісовий масив. Весь цей комплекс належить до мережі Докучаєвських лісодослідних станцій.

### Території та об'єкти ПЗФ у складі РЛП "Біловодський"
Нерідко, оголошенню національного парку або заповідника передує створення одного або кількох об'єктів природно-заповідного фонду місцевого значення. В результаті, великий РЛП фактично поглинає раніше створені ПЗФ. Проте їхній статус зазвичай зберігають. 
До складу території регіонального природного парку " Біловодський " входять такі об'єкти ПЗФ України: 
- Заказник «Юницький» загальнодержавного значення, ботанічний
- Пам’ятка природи місцевого значення «Свинарська балка» комплексна

## Ландшафтний склад
степи — 10%,

умовно-природні ліси — 1%,

штучні ліси — 3%,

водойми — 0%,

орні землі — 80%,

населені пункти — 6%.